# Tatort: Riedmüller, Vorname Sigi
Riedmüller, Vorname Sigi ist ein Fernsehfilm aus der Krimireihe Tatort. Der vom Bayerischen Rundfunk produzierte Beitrag wurde am 19. Mai 1986 im Ersten Deutschen Fernsehen erstgesendet. Er ist der einzige Fall von Hauptkommissar Riedmüller, gespielt von Günther Maria Halmer und die 181. Tatort-Folge insgesamt. Riedmüller muss den Mord an einer Prostituierten, den Raub von Limousinen und einem weiteren Mord in diesem Zusammenhang aufklären.

## Handlung
Kriminalhauptkommissar Siegfried „Sigi“ Riedmüller, frisch aus Regensburg in die Landeshauptstadt versetzt, stellt sich seinen neuen Kollegen von der Mordkommission, Kriminalhauptmeister Wislitschek, Kriminalmeister Augenthaler und der Sekretärin Gerda Bleyfuß vor. Die Beamten machen sich sogleich an die Arbeit, die Prostituierte Erna Dornmüller ist ermordet worden, Wislitschek hat bereits ihren Zuhälter Tino „von“ Zembisch festnehmen lassen, doch dieser gibt sich in der Vernehmung selbstsicher und behauptet, ein Alibi zu haben. Am Abend lässt sich der Fahrer des Transportunternehmens Pausinger, Herbert Gollasch, von seinem Komplizen Franz Pausinger, dem arbeitslosen Bruder seines Chefs, auf einem Rastplatz überfallen und niederschlagen, der Komplize flieht mit dem Transporter und darauf geladenen Neuwagen. Franz Pausinger versteckt den Transporter in der Werkstatt des Kfz-Meisters Riebl, bevor er in die Gaststätte zum Kartenspiel mit seinen Freunden zurückkehrt, damit diese ihm ein Alibi geben. Gollasch wird leicht verletzt von einem Autofahrer aufgefunden und Riedmüller verständigt, vernehmungsfähig ist Gollasch allerdings noch nicht.
Bezüglich des Mordfalls Dornmüller erhält Riedmüller am nächsten Morgen im Präsidium Besuch vom Wiener Zuhälter und Autohändler Hubert Eichstätt und seiner Freundin Daisy Orlando. Die beiden geben an, mit Zembisch zur Tatzeit in einem Caféhaus gewesen zu sein. Im anderen Fall erklärt Gollasch später im Krankenhaus gegenüber Riedmüller, dass er sich an den Überfall nicht mehr erinnern könnte. Auf Vorhalt von Riedmüller, dass er wegen Autodiebstahls vorbestraft ist, bestreitet dieser, in den Überfall verwickelt zu sein, auch dessen Chef Joseph Pausinger hält seinen Angestellten für unverdächtig. Gollasch läuft abends heimlich aus dem Krankenhaus davon und sucht seine Stammkneipe auf, dort fragt er nach seinem Komplizen Franz Pausinger, dieser ist jedoch nicht da, Gollasch wird von dessen anderen Bruder, dem ebenfalls arbeitslosen Werner Pausinger, beobachtet. Unterdessen wird Joseph von Gläubigern unter Druck gesetzt, er erklärt diesen, dass er in den nächsten Tagen einen größeren Geldbetrag erwarte. Gollasch sucht noch am selben Abend Franz auf und trifft dort auf dessen Bruder, seinen Chef Joseph Pausinger, von dem er bislang nicht wusste, dass dieser an dem Deal beteiligt ist. Er fordert von Pausinger neben seinem Anteil Geld für sein Schweigen, am nächsten Morgen wird Herbert Gollasch erschossen im angeblich beim Überfall gestohlenen Transporter aufgefunden. Die Beamten schließen sofort, dass Gollasch am Überfall beteiligt war und von seinen Komplizen beseitigt worden ist.
Franz liefert die gestohlenen Wagen derweil an Hubert Eichstätt aus, damit dieser sie legal verkauft. Eichstätt verkauft die Wagen en bloc an den Jugoslawen Istvan Carabordovic, der diese in den nächsten Tagen über die Grenze ins Ausland bringen will, mittlerweile finden Riedmüller und sein Team heraus, dass Franz Pausinger einschlägig vorbestraft ist. Die Beamten suchen ihn auf, doch dieser präsentiert ihnen sein Alibi von seinen Kartenspiel-Freunden. Daisy Orlando sucht unterdessen Anton Augenthaler auf und sagt diesem gegenüber aus, dass sie ihren Lebensgefährten Eichstätt für verdächtig hält, Erna Dornmüller ermordet zu haben, Dornmüller habe früher auch für Eichstätt angeschafft und er habe sie geschlagen. Am nächsten Morgen erhält Joseph Pausinger einen anonymen Erpresserbrief, er soll DM 100.000 bezahlen, sonst werde die Polizei eingeschaltet. Er und sein Bruder Franz beschließen, sich auf die Erpressung einzulassen und dem Erpresser dann eine Falle zu stellen. Assistent Augenthaler, der Eichstätt wegen des Dornmüller-Mordes beschattet, entdeckt in dessen Autohandel die gestohlenen Limousinen, die noch nicht von Carabordovic abgeholt wurden und verständigt Riedmüller. Drinnen geht Eichstätt gerade auf seine Lebensgefährtin Daisy los und verletzt sie mit einem Messer, weil sie zur Polizei gegangen war, Augenthaler kann Eichstätt festnehmen, bevor Schlimmeres passiert. Die Pausinger-Brüder verfolgen den Mann, der den Geldkoffer abholt, er stellt sich das als einer der Kartenspielfreunde von Franz heraus. Er sagt aus, das Geld mit einem Taxi zu seinem ihm unbekannten Auftraggeber geschickt zu haben, er habe nicht gewusst, wen er erpresst.
Gemeinsam mit seinem Kollegen Kaulbach vom Diebstahldezernat kann Riedmüller ermitteln, dass Riebl die Fahrzeugpapiere für die gestohlenen Wagen getürkt hat, die Beamten nehmen den einschlägig vorbestraften Riebl fest. Als in Riebls Werkstatt Blutspuren von Gollasch gefunden werden, gesteht dieser seine Zusammenarbeit mit den Pausingers, mit dem Mord will er nichts zu tun haben. Joseph und Franz werden noch in der Nacht festgenommen, doch haben sich die beiden zuvor abgesprochen und gestehen jeweils, den Mord allein und ohne fremde Hilfe begangen zu haben. Riedmüller findet heraus, dass Joseph erpresst wurde, auch fällt ihm auf, dass Werner plötzlich selbstbewusst geworden ist, nachdem er zuvor stets Joseph nachgeeifert hatte. Riedmüller erwirkt beim Haftrichter die Freilassung beider Brüder, um sie so überführen zu können, bei der Freilassung erwähnt er, dass Werner seit der Verhaftung seiner Brüder selbstbewusster auftrete. Riedmüller lässt die Brüder observieren, dies bleibt von den beiden nicht unbemerkt, die Pausingers können die Beamten schnell abschütteln. Während Riedmüller und Wislitschek zu Werner eilen, stellen seine Brüder ihn zur Rede. Er gesteht seinen Brüdern, der Erpresser zu sein, er war Gollasch aus ihrer Stammkneipe gefolgt und hatte beobachtet, wie Franz Gollasch erschoss. Franz will daraufhin auch seinen Bruder töten, weil er vermutet, dass Werner einem Verhör nicht standhalten würde. In diesem Moment kommen Riedmüller und seine Kollegen hinzu, die das Gespräch der Brüder mitgehört hatten und nehmen Franz fest. Riedmüller findet nebenbei ebenfalls heraus, dass Zembisch aufgrund des Tennisendspiels in Wimbledon am Mordabend über die leeren Straßen durchaus vom Wirtshaus zur Wohnung von Dornmüller gefahren sein kann und erwirkt wegen des geplatzten Alibis Haftbefehl gegen diesen.

## Einschaltquoten und Hintergrund
Die Erstausstrahlung von Riedmüller, Vorname Sigi am 19. Mai 1986 wurde in Deutschland von 20,54 Millionen Zuschauern gesehen und erreichte einen Marktanteil von 54 Prozent für Das Erste.
Der Film wurde von Oktober bis November 1985 in München und Umgebung gedreht.
Kommissar Siegfried Riedmüller (Günther Maria Halmer) wurde zu Beginn der Folge von Regensburg nach München versetzt. Es blieb der einzige Fall von Kommissar Riedmüller, der somit die erste „Eintagsfliege“ unter den Ermittlern des Bayerischen Rundfunks war.
Der Film wurde zuletzt am 10. November 1988 wiederholt und gilt damit als die am längsten nicht gezeigte Tatort-Folge ohne Sperrvermerk.